# Estación Solís
Estación Solís ist eine Ortschaft in Uruguay.

## Geographie
Sie befindet sich auf dem Gebiet des Departamento Lavalleja in dessen Sektor 13 wenige Kilometer westlich der Departamento-Hauptstadt Minas in der Cuchilla Grande. Etwa 5 Kilometer nordwestlich liegt Villa del Rosario.

## Einwohner
Die Einwohnerzahl Estación Solís’ beträgt 55 (Stand: 2011), davon 29 männliche und 26 weibliche.
| Jahr | Einwohner |
| ---- | --------- |
| 1963 | 188       |
| 1975 | 170       |
| 1985 | 138       |
| 1996 | 90        |
| 2004 | 57        |
| 2011 | 55        |

Quelle: Instituto Nacional de Estadística de Uruguay